# Margot & the Nuclear So and So's
Margot & the Nuclear So and So’s é uma banda de Indianapolis, Indiana (EUA). Seu estilo é descrito como "cinematic chamber pop" assim como "o fã casual de música que desfrutar de música perfecionista".

## Origem
Richard Edwards estava em uma banda no colegial chamada Archer Avenue. A banda auto lançou o álbum I Was An Astronaut em 2004. Antes de Archer Avenue, Edwards liderou a banda Joey Hamilton. 
Andy Fry estava na The Academy antes de se unir a Edwards. Ele também é um engenheiro e produtor, e um parceiro da Indianapolis recording studio Queensize. Seu irmão é o baterista Chris Fry, também ex-integrante do The Academy. A Academia era anteriormente conhecido como Smart Milk, começando no final de 1997 em Bloomington, IN. Ambos são formados em North Central High School em Indianapolis, e na universidade de Indiana, localizada em Bloomington, IN.
Emily Watkins graduou-se Valparaiso University em Valparaiso, Indiana em maio de 2005 com uma B.A. em English. Tyler Watkins participou da Ball State University e Full Sail Real World Education. Emily e Tyler, apesar de compartilhar o mesmo sobrenome, não são relacionados por sangue ou casamento. Tyler Watkins é o principal produtor, com a ajuda de Fry, da Margot recordings. 
Cellist Jesse Lee e o percussionista Casey Tennis têm sido amigos e colaboradores musicais desde a infância, cresceram em Greencastle, Indiana. Os dois, juntamente com Tyler e Andy, fizeram a banda de pop-punk Pravada.
O violinista e tocador de guitarra havaiana Erik Kang conheceu a banda durante o desempenho de St. Louis, com sua banda anterior, Tiara.  Graduou-se na The Ohio State University, uma escola para a qual mais tarde ele voltou a participar numa aula de Inglês "e análise de vídeo-conferência com o vocalista, Richard Edwards.

## Formação da banda
Segundo seu site, Edwards (vocais, guitarras, sinos, synth, melódica, banjo e percussão) e Fry (guitarra, baixo, sintetizador, escaleta, banjo e percussão) reuniram-se em uma loja de animais. De lá, eles começaram uma amizade e formaram a banda. Embora o grupo tenha empregando os talentos de oito membros, apenas três dos envolvidos permanecem no grupo.
Margot emprega os talentos de Kenny Childers (vocais), Hubert Glover (trompete) e LonPaul Ellrich (percussão). Originalmente assinada pelo selo indie Standard Recording Company, com sede em Indianapolis, Margot re-lançou seu primeiro álbum,The Dust of Retreat,em Nova Iorque s Artemis Records. Artemis empresa-mãe (Sheridan Square Entertainment) adquiriu recentemente V2 Records América do Norte, uma gravadora internacional, que detém os direitos de bandas como The White Stripes, Grandaddy, Bloc Party e Moby.

## Nome
O nome Margot & the Nuclear So and So's é uma homenagem a personagem Margot Tenembaum interpretada por Gwyneth Paltrow no filme: The Royal Tenenbaums. 

## Lançamentos
Dois álbuns completos do Margot foram lançados em 7 de outubro de 2008 - Animal! (Vinil e download online) e Not Animal (CD, vinil e download online). Todos os lançamentos saíram pela Epic Records. Quatro íntimas gravações ao vivo das músicas de Margot (dois dos quais são exclusivamente de animais! Não e not animais), estão disponíveis para download gratuito no site da Daytrotter's.
Houve atrasos na liberação do segundo álbum de Margot devido a divergências entre a banda e Epic Records sobre a selecção de músicas do álbum. Animal! Margot é a versão preferida de seu segundo longa-metragem, enquanto não for Animal da Epic. Cinco canções aparecem em ambas as versões (são 12 faixas em cada álbum). Em sua página no Myspace, a banda já disse que gostariam que os fãs ouvissem primeiro animal.
A banda foi o convidado a se apresentar no Late Night With Conan O'Brien em novembro de 2008.

## Discografia
Álbuns de estúdio
- The Dust of Retreat (2006)
- Not Animal (2008)
- Animal! (2008)
- Buzzard (2010)
- Happy Hour at Spriggs (Volume one) EP (2011)

Singles & EP
- Broadripple Is Burning/Holy Cow 7" (2006)
- Brand New Key/Jesus Christ Blues 7" (2008)
- The Daytrotter Sessions EP (2008)
- Birds/Bubbleprick 7" (2010)

## Membros
- Richard Edwards - vocals, guitarra
- Tyler Watkins - baixo, vocals
- Erik Kang - violino, guitarra havaiana, guitarra
- Brian Deck - Bateria
- Ronnie Kwasman - guitarra
- Cameron McGill- Teclado, vocals, harmonica
- Gary Vermillion - mais Bateria [4]

Antigos membros
- Andy Fry - guitarra, vocals
- Emily Watkins - Teclado, vocals
- Hubert Glover - Trompete, tambourine
- Jesse Lee - cello
- Chris Fry - Bateria
- Casey Tennis - percussão auxiliar